# Lamprosema variospilalis
Lamprosema variospilalis is een vlinder uit de familie van de grasmotten (Crambidae). De wetenschappelijke naam van de soort is voor het eerst gepubliceerd in 1908 door Paul Dognin.
De soort komt voor in Peru.